# 暗色蒼脂䲁
暗色蒼脂䲁（學名：Dialommus fuscus），為輻鰭魚綱䲁形目脂䲁科蒼脂䲁屬的一個種，被IUCN列為易危保育類動物，分布於東太平洋加拉巴哥群島海域，本魚體長，頭大，有棱且扁平，眼上具1-4條細長的觸鬚，頸背具1對短觸鬚，眼表被肉質橫條隔開，頜齒形成窄帶，齒位於口頂中央，背鰭基部有7-9個白色斑點，下側也有散在的白色斑點，唇白色，頭部和胸鰭有散在的白色斑紋，包括胸鰭基部一對大片白色斑塊，背鰭硬棘25枚、背鰭軟條13-15枚、臀鰭硬棘1枚、臀鰭軟條28枚，體長可達6.8公分，棲息在潮間帶潮池，具有敏銳的視覺以偵測空中的獵物，能在陸地上跋涉至距離海面30公尺，這得益於其身體上的適應性變化，例如，為了避免近視而使角膜側面扁平，以及為了離水呼吸而使鰓增厚和擴大鰓絲，以昆蟲與濱蟹為食，雌魚產附著性卵，雄魚會守護卵，幼魚為浮游性。